# Gouré (Departement)
Gouré ist ein Departement in der Region Zinder in Niger.

## Geographie

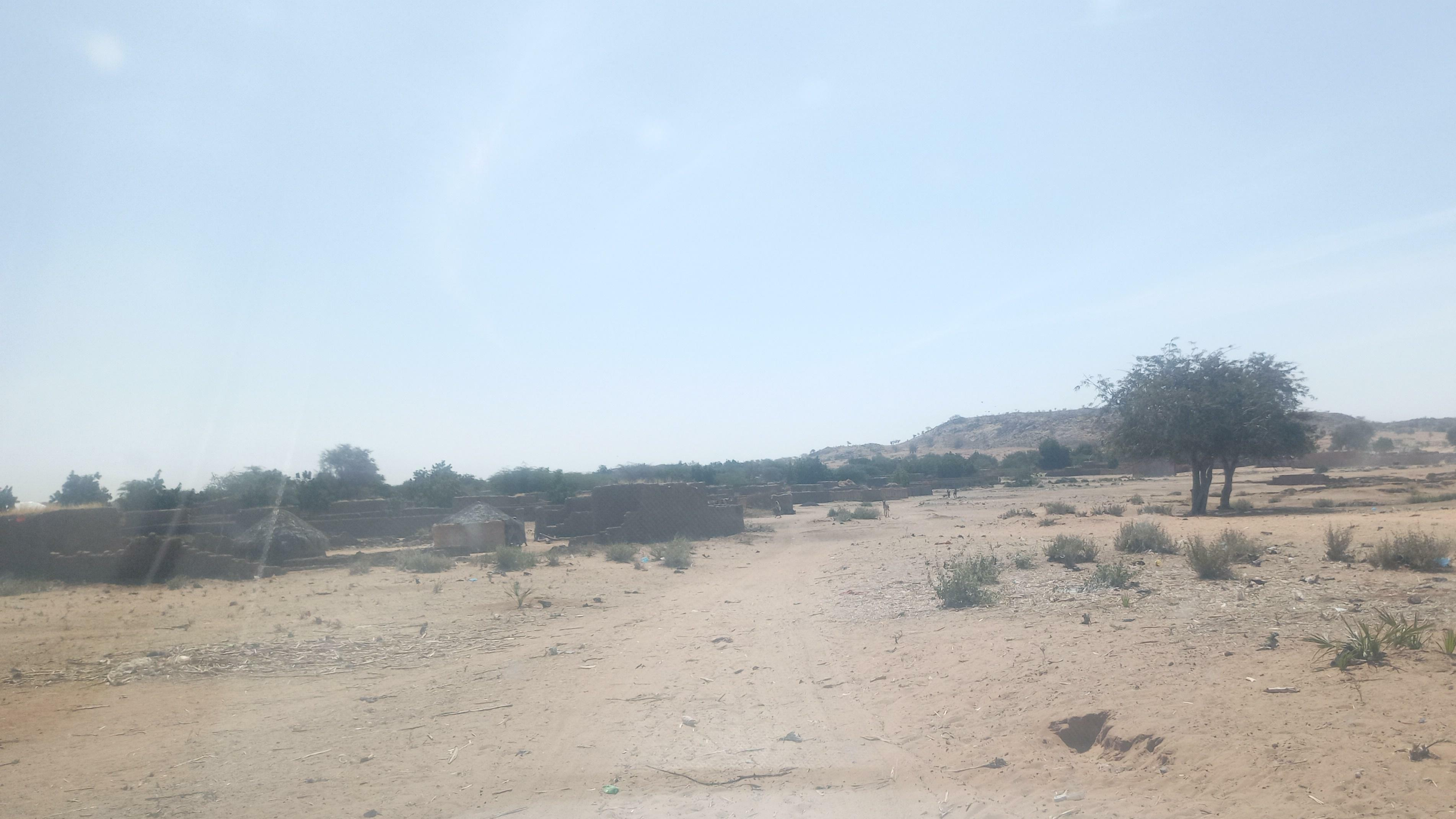
Beim Dorf Gui Zibouk im Departement Gouré (2023)

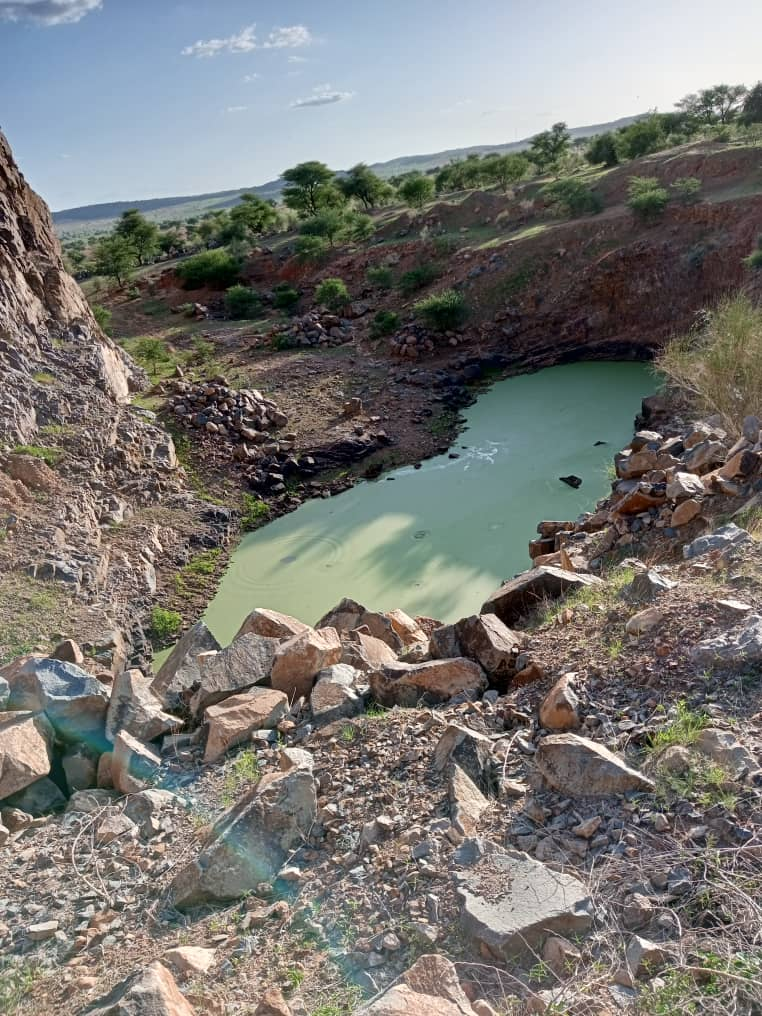
Eine Wasserstelle im Departement Gouré (2023)

Das Departement liegt im Südosten des Landes und grenzt an Nigeria. Es besteht aus der Stadtgemeinde Gouré und den Landgemeinden Alakoss, Bouné, Gamou, Guidiguir und Kellé. Der namensgebende Hauptort des Departements ist Gouré.

## Geschichte
Das Departement Gouré entspricht territorial etwa dem historischen Gebiet Mounio. Nach der Unabhängigkeit Nigers im Jahr 1960 wurde das Staatsgebiet in 32 Bezirke (circonscriptions) aufgeteilt. Einer davon war der Bezirk Gouré. 1964 gliederte eine Verwaltungsreform Niger in sieben Departements, die Vorgänger der späteren Regionen, und 32 Arrondissements, die Vorgänger der späteren Departements. Im Zuge dessen wurde der Bezirk Gouré in das Arrondissement Gouré umgewandelt.
Im Jahr 1998 wurden die bisherigen Arrondissements Nigers zu Departements erhoben, an deren Spitze jeweils ein vom Ministerrat ernannter Präfekt steht. Die Gliederung des Departements in Gemeinden besteht seit dem Jahr 2002. Zuvor bestand es aus dem städtischen Zentrum Gouré, den Kantonen Gouré, Alakoss, Bouné, Gamou und Kellé/Koutous sowie einer Restzone. 2011 wurde Tesker als eigenes Departement aus dem Departement Gouré herausgelöst.

## Bevölkerung
Das Departement Gouré hat gemäß der Volkszählung 2012 332.278 Einwohner. Bei der Volkszählung 2001, vor der Herauslösung von Tesker, waren es 227.400 Einwohner, bei der Volkszählung 1988 161.531 Einwohner und bei der Volkszählung 1977 114.098 Einwohner. Das Departement ist ein Hauptsiedlungsgebiet Dazaga sprechender Tubu in Niger.

## Verwaltung
An der Spitze des Departements steht ein Präfekt (französisch: préfet), der vom Ministerrat auf Vorschlag des Innenministers ernannt wird.
| Amtszeit                      | Name                         |
| ----------------------------- | ---------------------------- |
| …                             |                              |
| 15. Apr. 2010 – 3. Jun. 2011  | Bagalé Souley Hassan Iboun   |
| 3. Jun. 2011 – 29. Jul. 2016  | Ali Ranao (alias Ali Ranaou) |
| 29. Jul. 2016 – 26. Jul. 2019 | Sani Nassarou                |
| 26. Jul. 2019 – 24. Aug. 2023 | Mohamed Mahamadou            |
| seit 24. Aug. 2023            | Harouna Halidou              |